# Исак-Бергманн Йоуханнессон
Исак-Бергманн Йоуханнессон (исл. Ísak Bergmann Jóhannesson; родился 23 марта 2003) — исландский футболист, полузащитник клуба «Кёльн» и сборной Исландии.

## Клубная карьера
Родился Саттон-Колдфилде, графство Уэст-Мидлендс, где за «Астон Виллу» выступал его отец, Джои Гудьонссон, бывший профессиональным футболистом. Футбольную карьеру Исак-Бергман начал в исландском клубе «Акранес», дебютировав в его основном составе 22 сентября 2018 года в матче против «Троттура».
В январе 2019 года перешёл в шведский клуб «Норрчёпинг». 26 сентября 2019 года дебютировал в основном составе «Норрчёпинга» в матче против Аллсвенскан против «АФК Эскильстуна». 6 июля 2020 года забил свой первый гол за «Норрчёпинг» в матче против «Гётеборга».
1 сентября 2021 года перешёл в датский клуб «Копенгаген», подписав контракт до июня 2026 года.

## Карьера в сборной
Выступал за юношеские сборные Исландии разных возрастов. В рамках отборочного турнира к чемпионату Европы 2019 года до 17 лет забил 6 мячей, на самом турнире отметился одним голом (в матче против Португалии 10 мая 2019 года).
18 ноября 2020 года 17-летний Исак-Бергманн дебютировал в составе главной сборной Исландии в матче против сборной Англии.

## Личная жизнь
Родился в футбольной семье. Его отец Джоуи Гудьонссон и дед Гудьон Тордарсон, были профессиональным футболистами и футбольными тренерами. Два его дяди (Бьярни и Тордур) также были профессиональными футболистами.